# Papamoscas (Burgos)

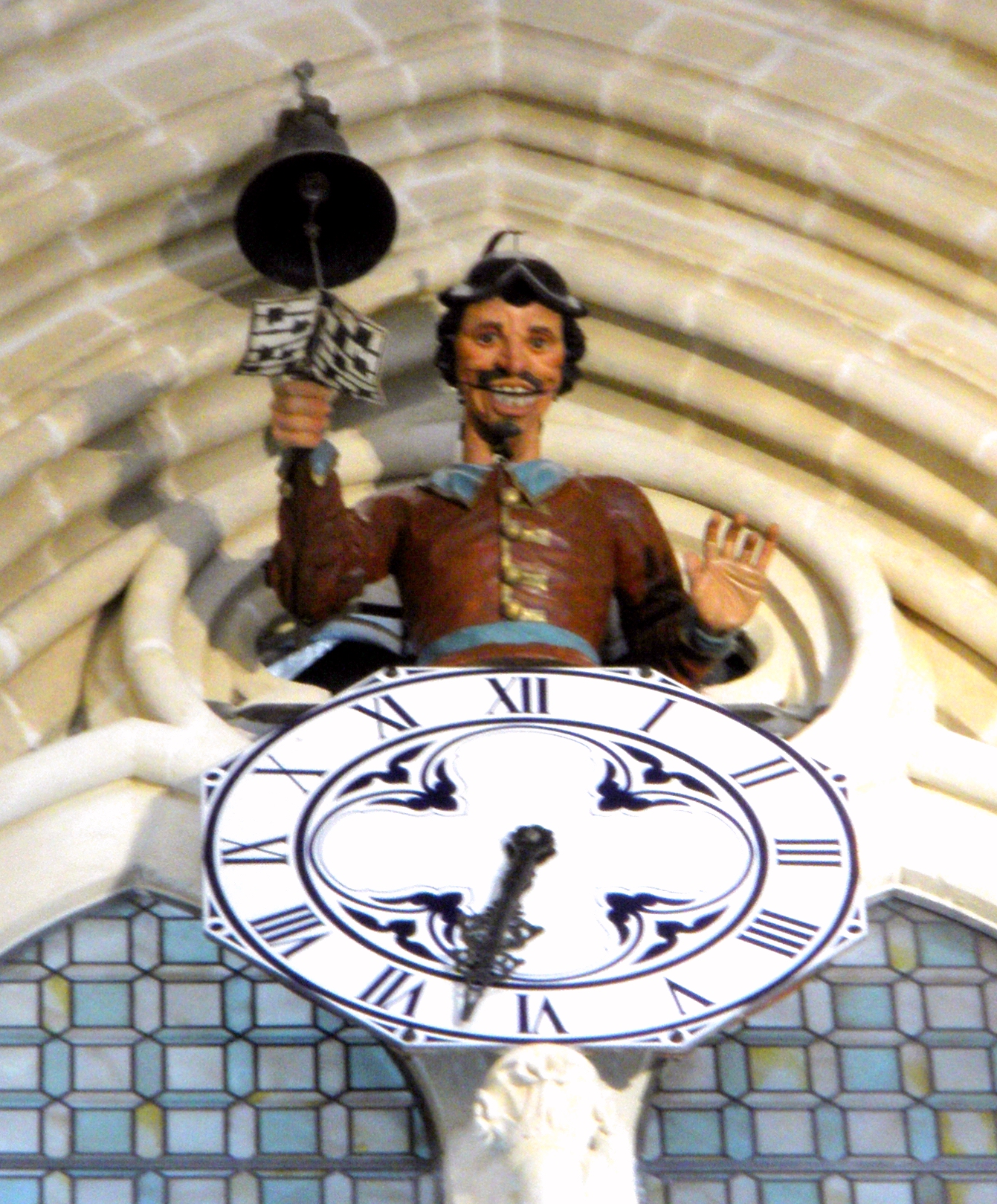
Primer plano del Papamoscas y el reloj.

El Papamoscas es un autómata de la catedral de Burgos que todas las horas en punto abre la boca al tiempo que mueve su brazo derecho para accionar el badajo de una campana.
El Papamoscas está situado en lo alto de la nave mayor, en el ventanal sobre el triforio a unos 15 metros de altura, en el primer tramo de los pies de la basílica. Se trata de una figura de medio cuerpo que se asoma sobre la esfera de un reloj. Viste al estilo cortesano con una casaca encarnada con cinturón y con los cuellos, bocamangas y hombreras de color verde. Los rasgos de su rostro son mefistofélicos y muestra una partitura en su mano derecha. Con esta misma mano empuña la cadena del badajo de una campana. Cada hora en punto se acciona un mecanismo que mueve el brazo que provoca los campanazos. La mejor hora para ver en marcha al autómata es, lógicamente, las doce del mediodía, cuando da doce golpes y abre y cierra doce veces la boca. 
Está documentada la presencia de relojes en la catedral desde la época medieval. La imagen actual data del siglo XVIII, cuando se sustituyó al viejo autómata del siglo XVI.

## El Martinillo
A la izquierda del Papamoscas, a menor altura y de menor tamaño, se sitúa en un balconcillo otro autómata llamado Martinillo o Martinillos que se encarga de señalar los cuartos. En este caso, mueve ambos brazos y acciona sendas campanas que le flanquean. Cada cuarto de hora está señalado por dos campanadas, más agudas que las del Papamoscas.

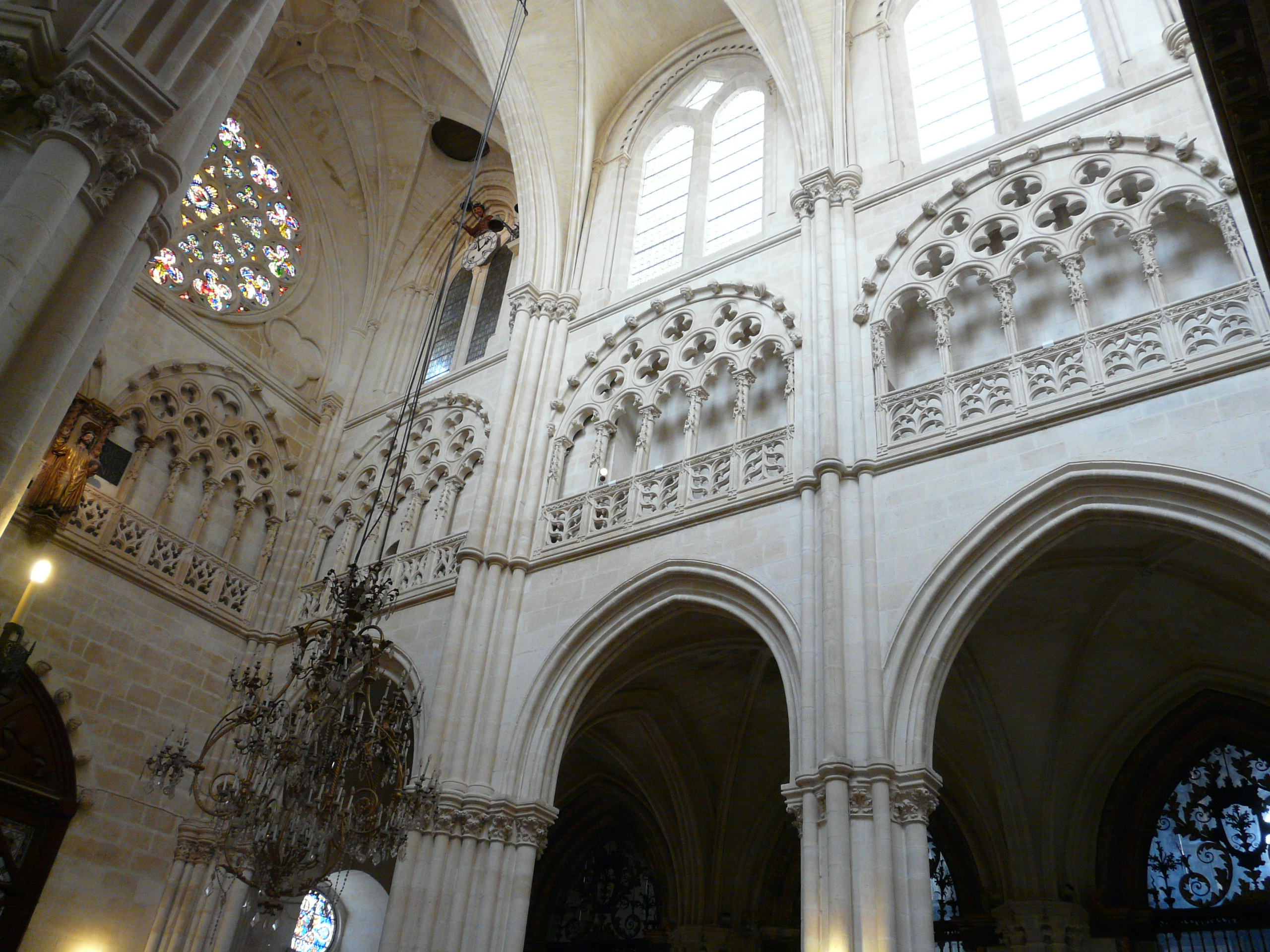
Posición del Papamoscas en la nave principal de la catedral de Burgos: en lo alto del primer tramo, cerca de las bóvedas.

## Periódico
El Papamoscas inspiró el nombre al periódico El Papa-Moscas, publicación de carácter liberal y tono satírico, la más importante de Burgos a finales del siglo XIX y principios del XX.

## El Papamoscas y la literatura
Este muñeco es muy célebre y aparece en numerosas obras, especialmente en los diarios de viajes o las memorias de los viajeros que visitaban Burgos. Entre otros autores, hablan del Papamoscas Edmondo de Amicis, Victor Hugo, o Benito Pérez Galdós, quien declaró su predilección por este autómata:

No me avergüenzo de decir que jamás, en mis frecuentes visitas, perdí el encanto inocente de ver funcionar el infantil artificio del Papamoscas
Benito PÉREZ GALDÓS

Galdós lo cita además en sus novelas Napoleón en Chamartín y  Fortunata y Jacinta. Otras alusiones literarias aparecen en las memorias de María Cruz Ebro o de Paul Naschy, en los cuentos de Ignacio Galaz o en la comedia Contigo, pan y cebolla de Manuel Eduardo de Gorostiza.